# Max Sachs
Max Sachs (* 23. September 1883 in Breslau; † 5. Oktober 1935 im KZ Sachsenburg) war ein deutscher Journalist, Redakteur und Abgeordneter des Sächsischen Landtags (SPD).

## Leben

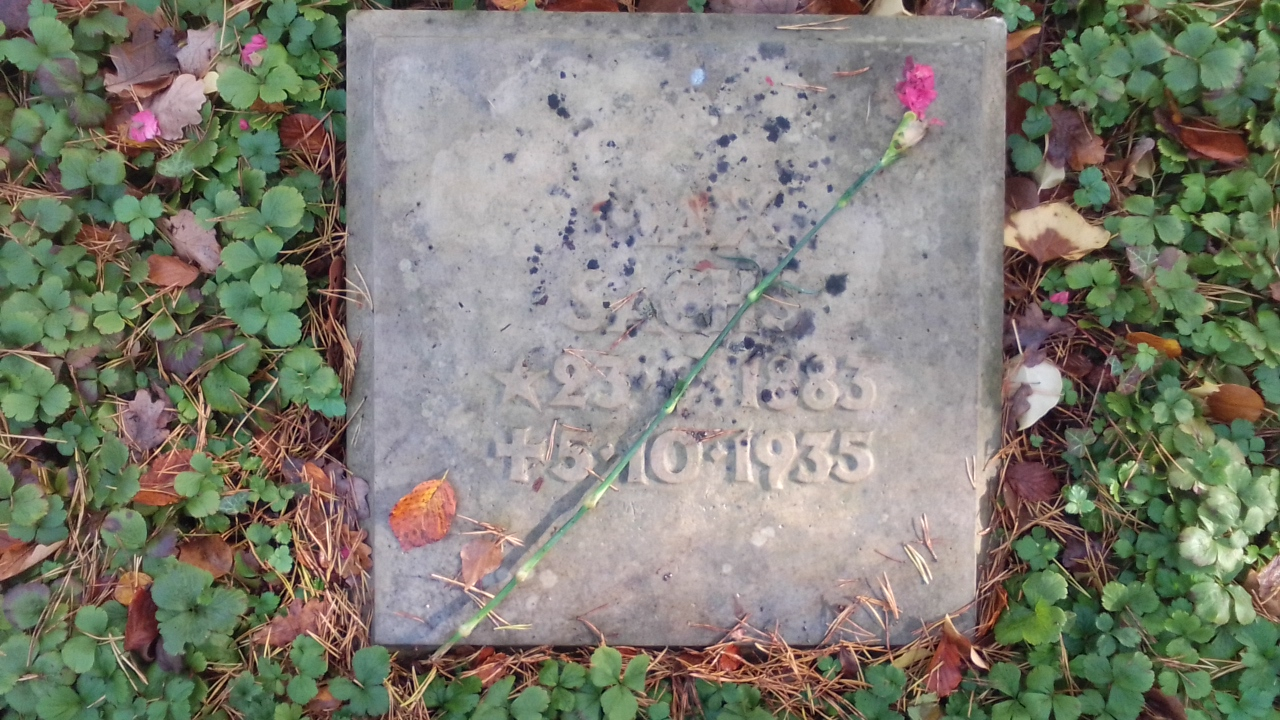
Max Sachs Grabstein auf dem Grabfeld für politisch Verfolgte auf dem Sennefriedhof

Nach seiner schulischen und einer kaufmännischen Ausbildung zum Handlungsgehilfen in Breslau studierte er 1902 bis 1904 Handelswirtschaft an der Leipziger Handelshochschule und legte sein Diplom in Staatswissenschaften an der Universität Tübingen ab, wo er 1907 mit einer Arbeit über „Das Krankenkassenwesen in Stuttgart bis 1904“ zum Dr. rer. pol. promoviert wurde. 1906 trat er der SPD bei und nahm vorrangig journalistische Tätigkeiten für die Partei wahr. Er war vom Dezember 1906 bis März 1907 Berichterstatter der „Mainzer Volkszeitung“ und des „Offenbacher Abendblatts“. Von April 1907 bis Dezember 1910 arbeitete er als Redakteur der „Volkswacht“ in Bielefeld. Dort lernte er seine Frau Maria Meyer (um 1880–1963) kennen und heiratete 1910. Als Journalist arbeitete er an mehreren Zeitungen, bis er 1911 die Wirtschaftsredaktion der Dresdner Volkszeitung übernahm. In Dresden engagierte sich Sachs zunehmend politisch. 1920 nahm er am SPD-Parteitag in Kassel teil. Er war bis 1922 Gemeindevertreter von Briesnitz, gehörte von 1922 bis 1924 zur Stadtverordnetenfraktion der Dresdner SPD und war während der 2. Wahlperiode (1922 bis 1926) Mitglied der SPD-Fraktion im Sächsischen Landtag.
Nach Hitlers Machtantritt 1933 rieten die Genossen Sachs dringend aus Deutschland zu emigrieren, er war der Sohn eines jüdischen Bankiers. Sachs blieb und wurde im März 1933 mit anderen Redakteuren der Dresdner Volkszeitung, z. B. Kurt Heilbut, von den Nationalsozialisten verhaftet. Kurze Zeit kam er frei, bis er am 23. September 1935 erneut wegen Verdachts staatsfeindlicher Betätigung verhaftet und zwei Tage später in das KZ Sachsenburg überführt wurde. Dort starb er während mehrtägiger, schwerer Misshandlungen am 5. Oktober 1935. Sein Leichnam wurde am 11. Oktober 1935 im Krematorium Dresden-Tolkewitz eingeäschert und am 12. Oktober 1935 in Bielefeld beerdigt.

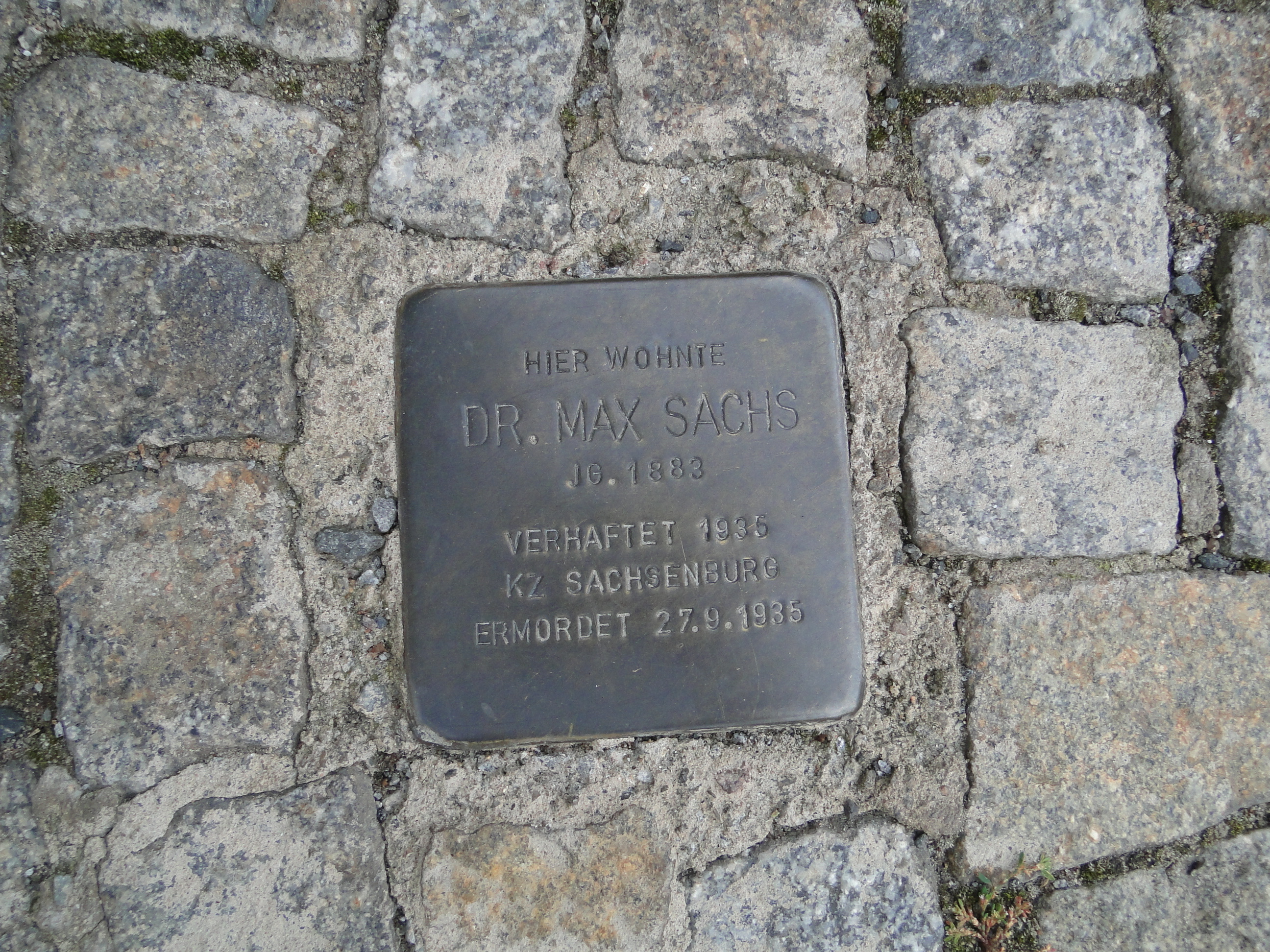
Max Sachs Stolperstein in Dresden (Liste der Stolpersteine in Dresden)

Seine beiden Töchter Edith verh. Kaufmann (* 1912) und Klara (* 1916, genannt Clair) konnten 1935 nach Holland flüchten. Später gelangten sie über Frankreich, wo Clair 1939 den Juristen und Politikwissenschaftler Heinrich Ehrmann heiratete, sowie über Portugal und Spanien in die USA. Seine Ehefrau Maria lebte bis zum Kriegsende in Bielefeld, bis sie 1948 in einem Gerichtsverfahren das enteignete Haus zurückbekam und wieder nach Dresden zog, wo sie auch kurzzeitig lebte.
Der Leichnam von Max Sachs wurde nach dem Krieg auf das Sondergrabfeld für politische Verfolgte auf dem Sennefriedhof in Bielefeld umgebettet.

## Werke
- Das Krankenkassenwesen in Stuttgart bis 1904 Dissertation Max Sachs, Max Bielefeld; A. Gerisch & Co.; 1907; 141 S.
- Rassenhygiene, in: Arbeiter-Jugend 6/1914, H. 13, S. 194f.
- Die Triebkräfte der Geschichte, in: Arbeiter-Jugend 8/1916, H. 6, S. 46f.
- Die Ernährungsnot, in: Arbeiter-Jugend 10/1918, H. 3/4, S. 21f.
- Kriegskapitalismus, in: Arbeiter-Jugend 10/1918, H. 12, S. 89f.
- Sozialdemokratie und Staat, in: Arbeiter-Jugend H. 17, S. 129f.
- Das Volksvermögen im Kriege, in: Arbeiter-Jugend H. 21, S. 162f.
- Die Valutav, in: Arbeiter-Jugend 11/1919, H. 14, S. 102f.
- Teuerung und Geldentwertung, Dresden 1919;
- Die Notwendigkeit eines Arbeitsprogramms, in: Die Neue Zeit 2/1920, H. 39, S. 491–497, H. 40, S. 512–518;
- Die kapitalistische Gesellschaftsordnung, in: Arbeiter-Jugend 12/1920, H. 7/8, S. 74f.
- Kapitalismus und Sozialismus, in: Arbeiter-Jugend, H. 12, S. 126f.
- Die kapitalistische Wirtschaft, in: Arbeiter-Jugend H. 24, S. 271f.
- Der schaffende Mensch in der kapitalistischen und in der sozialistischen Gesellschaft, in: Arbeiter-Jugend 13/1921, H. 6, S. 189–191
- Arbeiterjugend und Wiedergutmachung, in: Arbeiter-Jugend H. 9, S. 294–296
- Planwirtschaft und Sozialisierung, in: Die Neue Zeit 3/1921, H. 39, S. 448–453
- Arbeitsbeschaffung durch Konsumgüterproduktion, in: Die Arbeit 10/1933, H. 2, S. 95–97.